# امامزاده سلطان کریمشاه
مقبره سلطان کریمشاه در جنوب روستای خانیک شاه شهرستان فردوس قرار دارد.
در فرهنگ جغرافیایی ایران آمده است: خانیک شاه دهی است از دهستان برون بخش حومه شهرستان فردوس

پاپلی یزدی در کتاب فرهنگ آبادیها و مکانهای مذهبی کشور آورده است: 
 امامزاده سلطان کریم شاه در فردوس مدفون شده است.
محمدمهدی فقیه بحرالعلوم می‌نویسد : نوه موسی بن جعفر در خانیک دفن شده است.

## نگارخانه

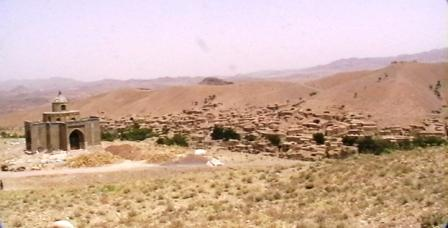
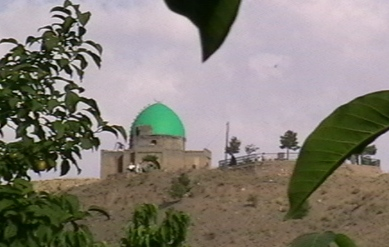
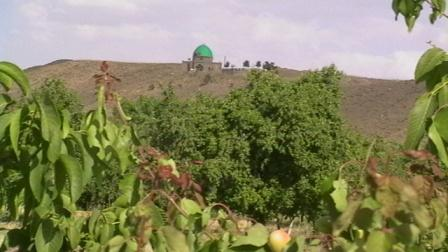

‌